# Nicolas Saada
Pour les articles homonymes, voir Saada.
Nicolas Saada, né le 5 septembre 1965 à Paris, est un scénariste, réalisateur producteur, et journaliste français.

## Biographie
Nicolas Saada est réputé pour son émission de radio Nova fait son cinéma, consacrée aux musiques de film, qu'il a animée entre 1993 et 2007 sur Radio Nova à Paris. Il a aussi été chargé de programmes au sein de l'unité fiction d'Arte, entre 1992 et 1998, au côté de Pierre Chevalier, et a travaillé sur plus d'une centaine de téléfilms.
Journaliste aux Cahiers du cinéma (1988-2000), il s'est longtemps spécialisé dans le cinéma américain et asiatique.
En 1999, il coécrit son premier scénario pour un film de Pierre Salvadori, Les Marchands de sable. Suivront d'autres collaborations avec, entre autres, Arnaud Desplechin.
En 2004, il réalise son premier court métrage, Les Parallèles, nommé au César du meilleur court métrage en 2005.
Puis en 2009 sort son premier long métrage, Espion(s), nommé la même année pour le prix Louis-Delluc du premier film et l'année suivante pour le César du meilleur premier film.
En 2012, il tourne le court métrage Aujourd'hui avec Bérénice Bejo et, dans une courte apparition, Frederick Wiseman.
En 2015 sort sur les écrans son deuxième long métrage, Taj Mahal, tourné en Inde et interprété par la jeune actrice Stacy Martin. Le film est sélectionné aux festivals de Telluride, Venise, et Gand.

## Filmographie

### Comme réalisateur et scénariste

#### Longs métrages
- 2009 : Espion(s)
- 2015 : Taj Mahal

#### Courts métrages
- 2004 : Les Parallèles
- 2011 : La Quarantième Marche
- 2012 : Aujourd'hui

#### Télévision
- 2006 : Faites de beaux rêves (série, épisode Le Rêve de Serge Malik)
- 2018 : Thanksgiving (mini-série, 3 épisodes)

### Comme scénariste
- 2000 : Le Détour de Pierre Salvadori (téléfilm)
- 2000 : Les Marchands de sable de Pierre Salvadori (version cinématographique du Détour)
- 2002 : La Ligne noire de Jean-Teddy Filippe (série télévisée, 6 épisodes)
- 2003 : Léo, en jouant « Dans la compagnie des hommes » d'Arnaud Desplechin
- 2003 : Le Camarguais (série télévisée, épisode Rave d'un jour de William Gotesman)
- 2003 : Dissonances de Jérôme Cornuau
- 2011 : Nuit blanche de Frédéric Jardin

### Comme acteur
- 2018 : L'Île aux chiens de Wes Anderson : Scrap (voix francophone)
- 2021 : The French Dispatch de Wes Anderson : l'avocat de Moses

## Publication
- Questions de cinéma - Entretiens et conversations (1989-2001), Carlotta Films, 2019

## Distinction
- Festival de Luchon 2019 : meilleur réalisateur pour la mini-série Thanksgiving